# نموذج فكري

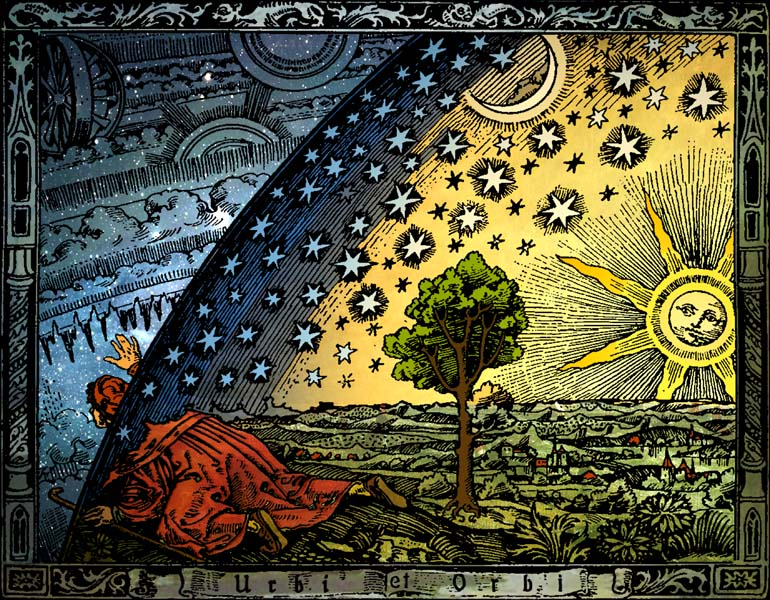

النموذج أو المثال أو القِياس أو الباراديم (باللاتينية: Paradigma) ويستعمل غالباً مقروناً بالفكر مثل النموذج الفكري أو النموذج الإدراكي أو الإطار النظري وقد ظهرت هذه الكلمة منذ أواخر الستينيات من القرن العشرين في اللغة الإنجليزية بمفهوم جديد ليشير إلى أي نمط تفكير ضمن أي تخصص علمي أو موضوع متصل بنظرية المعرفة. وقد كانت الكلمة في أول الأمر قاصرة على قواعد اللغة، حيث كان تعريف قاموس ميريام ويبستر للكلمة من ناحية الاستخدام المتخصص لها في قواعد اللغة أو الكتابة الإنشائية كتشبيه أو حكاية. وفي علوم اللغة أيضا استخدم فرديناند دو سوسور كلمة النموذج (باراديم) لتشير إلى طائفة من العناصر ذات الجوانب المتشابهة.

## النموذج الفكري العلمي
أعطى الفيلسوف توماس كون لهذه الكلمة معناها المعاصر عندما استخدمها للإشارة إلى مجموعة الممارسات التي تحدد أي تخصص علمي خلال فترة معينة من الوقت، وقد كان كون نفسه يفضل مصطلحات مثل العلم المعتاد أو النظرية العلمية بالشكل المتعارف عليه، حيث لديها معان فلسفية أكثر تحديدا (في اللغة الإنجليزية)، ولكن في كتابه (بنية الثورات العلمية) عَرَّف كون النموذج الفكري - البارادايم - على أنه:
- الموضوع الذي يمكن مراقبته ونقده
- الأسئلة التي من المفترض طرحها واستكشافها من أجل الحصول على إجابات فيما يتعلق بالموضوع
- كيف يمكن تحديد هيكل وبنية هذه الأسئلة
- كيف يمكن تفسير نتائج التحريات العلمية

أو بديلا عن ذلك، يعرف قاموس أكسفورد كلمة بارادايم على أنها: (طابع أو نموذج أو مثال) وهكذا فإن المكون الإضافي في تعريف كون لمفهوم البارادايم هو:
- كيف يمكن القيام بالتجربة وما هي الأدوات المتاحة للقيام بالتجربة

وهكذا فإنه في إطار العلم المعتاد، يكون النموذج الفكري هو مجموعة التجارب المتعارف عليها التي من المفترض أن يُحْتَذَى حذوها. ويمثل النموذج الفكري السائد طريقة أكثر تحديدا في رؤية الواقع أو حدود ما يمكن تقبله من أبحاث في المستقبل، وذلك أكثر من مجرد المنهج العلمي العام.
أحد أمثلة النماذج الفكرية المقبولة حاليا هو النموذج المتعارف عليه للفيزياء أو علم الطبيعة. قد يسمح المنهج العلمي بالتحريات العلمية التي تتبع القواعد في العديد من الظواهر المتعارضة مع النموذج المتعارف عليه، ولكن يصعب الحصول على تمويل لمثل هذه الأبحاث والتجارب (لعدم سيرها طبقا لما هو متعارف عليه)، وذلك تبعا لمدى بعدها عن نظريات النموذج المتعارف عليه. فعلى سبيل المثال إذا كان موضوع للتجربة اختبار كتلة النيوترينو أو تحلل البروتون (مما يبعد قليلا عن النموذج المتعارف عليه) فإن من المتوقع لها أن تحصل على تمويل أكثر مما إذا كان موضوعها البحث في مخالفة قانون بقاء الطاقة أو ابتكار وسائل للسفر عبر الزمن عكسيا.
هناك مصطلحات مثل التفكير العام / الجماعي Groupthinking أو العقلية Mindset تحمل نفس المعاني وتنطبق على أمثلة أكبر أو أصغر فيما يتصل بالفكر المنظم.

### أحد التشبيهات البسيطة الشائعة
هناك تشبيه بسيط للنموذج الفكري - الباراديم بصندوق، وذلك في العبارة الشائعة (التفكير خارج الصندوق)، حيث يماثل التفكير داخل الصندوق العلم المعتاد، حيث يتضمن الصندوق تفكير هذا العلم وبالتالي فإن النموذج الفكري هو الصندوق.

## قصص مختلفة عن النموذج الفكري
بين دولتين عربيتين توجد ضرائب مرتفعة على أغلب البضائع ففكر أحد الأشخاص ببضاعة ليس عليها ضريبة وهي البرسيم فبدأ يحمل كل يوم برسيم على دباب وينقله للدولة الأخرى. وكان يمر من خلال نقطة الجمارك دون أدنى شك فيه واستمر الأمر لمدة طويلة وبعد التحقيق اكتشف أنه كان يهرب كل يوم دباب. هذا الشخص خرج عن حدود الباردايم لرجال الجمارك فلم يتمكنوا من كشفه.
مثال 2:
دُعي أحد الدكاترة لإلقاء محاضرة في مركز للمدمنين عن أضرار الخمر فأحضر معه حوضان زجاجيان الأول فيه ماء والثاني فيه خمر ووضع دودة في الماء فسبحت ثم وضعها في الخمر فتحللت وذابت. حينها نظر الدكتور إلى المدمنين سائلا هل وصلت الرسالة؟ فكان الجواب نعم. اللي في بطنه دود يشرب خمر عشان يطيب !! هذا الدكتور نظر إلى التجربة من خلال باردايمه ولم يحاول الخروج إلى الباردايم الخاص بالمدمنين.
مثال 3:
كان أحد السائقين يقود سيارته بهدوء في أحد الطرق المزدوجة والمنحنية وفجأة ظهرت أمامه سيارة في مساره واستطاع أن يتفادها بصعوبة لكن حينما حاذه صاحب السيارة الذي دخل في مساره فتح زجاج السيارة وصرخ بأعلى صوته خنزير! غضب الرجل من هذه الكلمة ونعت ذلك الرجل بأقبح الصفات وبعد أن تجاوز المنحنى تفاجأ بخنزير ميت في الطريق واصطدم به. باردايم هذا الشخص فسر كلمة خنزير أنه شتيمة، بينما كان الشخص الآخر يقصد بذلك تنبيه الرجل ولكنه، لم يستوعب هذه الصورة فكانت النتيجة أنه شتم ذلك الرجل وصطدم بذلك الخنزير.
مثال 4:
كان هناك شخص اسمه هاري متخصص في فتح الأقفال والخزانات وجاءه موظف من أحد البنوك الإنجليزية وتحداه أن يفتح خزانته خلال ساعتين، ضحك هاري وقال سأفتحها خلال خمس دقائق .. وبدأ هاري في محاولة فتح الخزانة واستغرق ساعتين ولم يفتحها بعد ذلك يئس من فتح الخزانة واستند على باب الخزانة فانفتح الباب .. لأن الباب كان مفتوحاً بالأصل، لم يكن في باردايم هاري احتمال أن الخزانة مفتوحة وهذه نقطة تسمى في علم البارادايم (العودة إلى الصفر) حيث أن مهارة هاري تساوت مع مهارة أي طفل في فتح الخزانات المفتوحة فلا تتمحور حول باردايم ضيق.

## نقلات النماذج الفكرية
تميل النقلات في النماذج الفكرية إلى أن تتخذ طابعا مأساويا في العلوم التي تبدو راسخة وناضجة، كما هو الحال في الفيزياء مع نهاية القرن التاسع عشر، حيث كانت تبدو الفيزياء في ذلك الوقت تخصصا علميا يقوم بملء آخر التفاصيل في منظومة هائلة، وفي عام 1900 قال اللورد كلفن عبارة مشهورة وهي: (لم يعد هناك المزيد لاكتشافه في الفيزياء الآن، ليس هناك إلا المزيد والمزيد من الدقة في القياسات)، وبعد ذلك بخمسة أعوام، أصدر ألبرت أينشتين بحثه حول نظرية النسبية الخاصة، والتي قامت بتحدي أبسط القواعد التي خطتها الميكانيكا الكلاسيكية لنيوتن، والتي جرى استخدامها لوصف القوى والحركة على مدى أكثر من ثلاثمائة عام، وفي هذه الحالة،  قَلَّصَ النموذج الفكري الجديد النموذج القديم ليناسب حالة خاصة (وبالنسبة لميكانيكا نيوتن فقد كانت مناسبة فقط للوصف التقريبي عند سرعات بطيئة مقارنة بسرعة الضوء).
وفي كتابه (بنية الثورات العلمية)، كتب كون: (التحول المتتالي من أحد النماذج الفكرية إلى نموذج آخر من خلال الثورة هو طابع التطور المعتاد للعلم الناضج) ص 12. وكانت فكرة كون نفسها ثورية في وقته، فقد تسببت في تغير كبير في الطريقة التي يتحدث بها الأكاديميون عن العلم، وهكذا فقد كانت في حد ذاتها نقلة في تاريخ وسوسيولوجية العلم.
وقد تقبل فلاسفة ومؤرخو العلوم في نهاية المطاف بما فيهم كون نفسه نسخة معدلة من نموذج كون، مما يخلق نظرة جديدة لنموذج متدرج يسبقها، وحاليا ينظر إلى نموذج كون على أنها قاصر جدا.